# Adelsorde
Een ridderorde die alleen adellijke leden verenigt, wordt ook wel adelsorde genoemd. 

## Toelichting
Veel van de oudste orden waren dergelijke orden. Men moest vanaf 1671, 16 adellijke kwartieren kunnen voorleggen om lid te worden van de Duitse Orde.

De Orde van Malta zou men, ook al worden nu in bepaalde graden ook burgerlijke leden toegelaten, nog steeds een adelsorde kunnen noemen.
De Duitse Orde in de Protestantse Balije van Utrecht is nog steeds een puur adellijke orde.